# Velie
A Velie, foi uma marca automobilística americana da chamada "brass era" ("era do latão" - 1896 a 1915), produzindo pela Velie Motors Corporation em Moline, Illinois, de 1908 a 1928. A empresa foi fundada e recebeu o nome de Willard Velie, neto materno de John Deere.
Velie fundou a Velie Carriage Company em 1902, que foi bem-sucedida, depois a Velie Motor Vehicle Company em 1908.

## Histórico

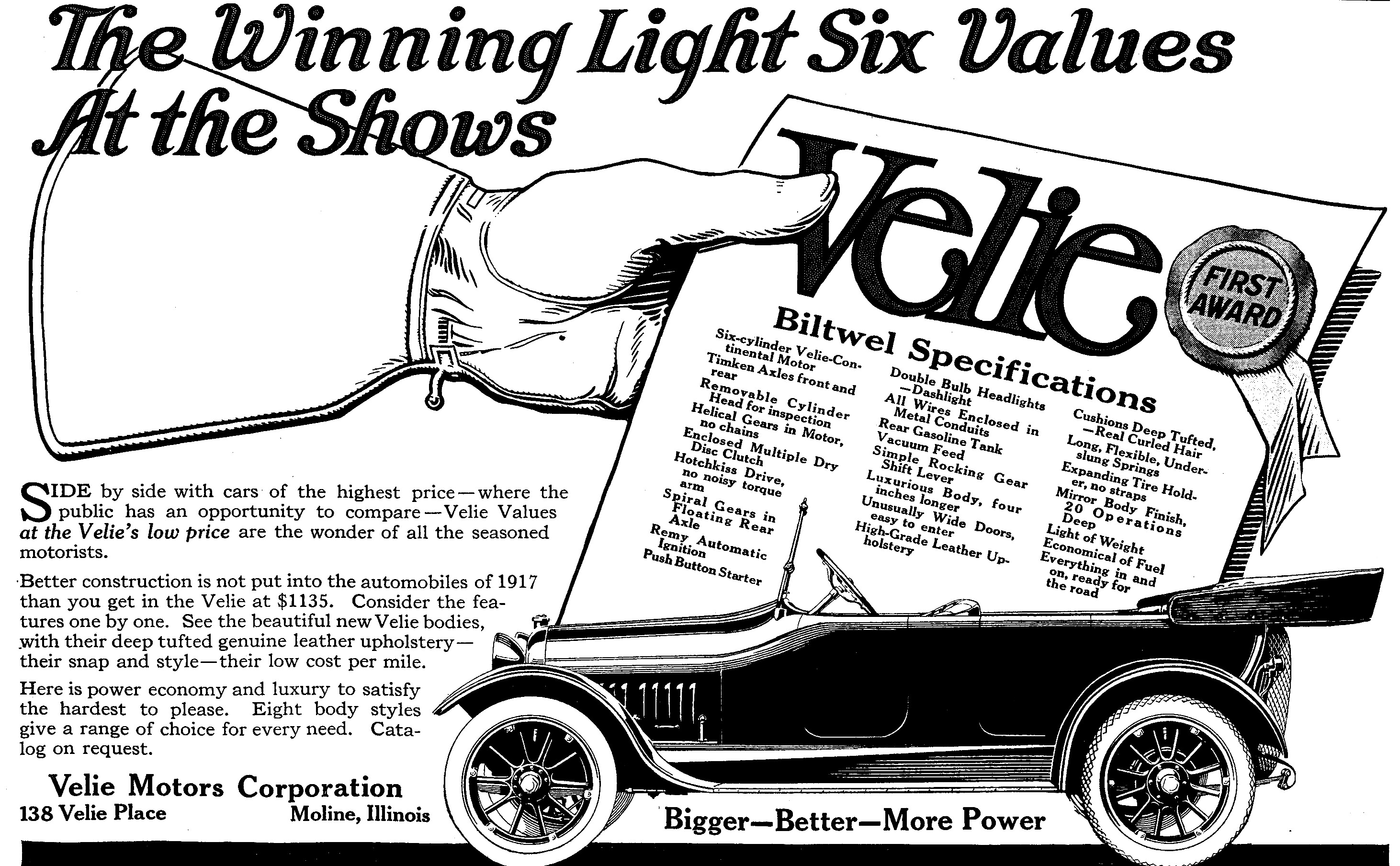
Anúncio do Velie Light Six de 1917.

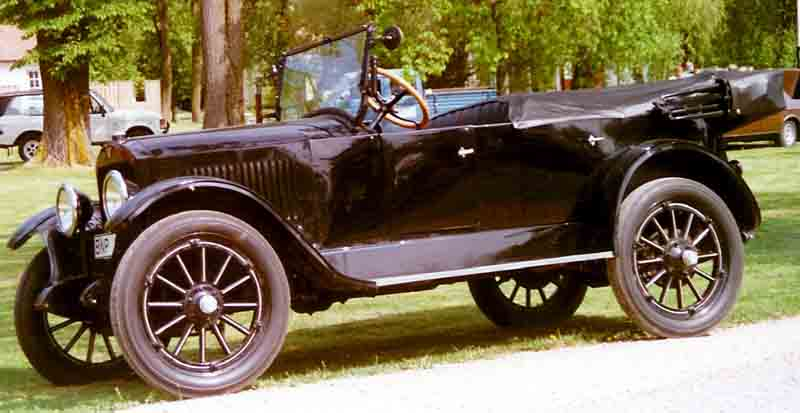
Model 34 Touring de 1920.

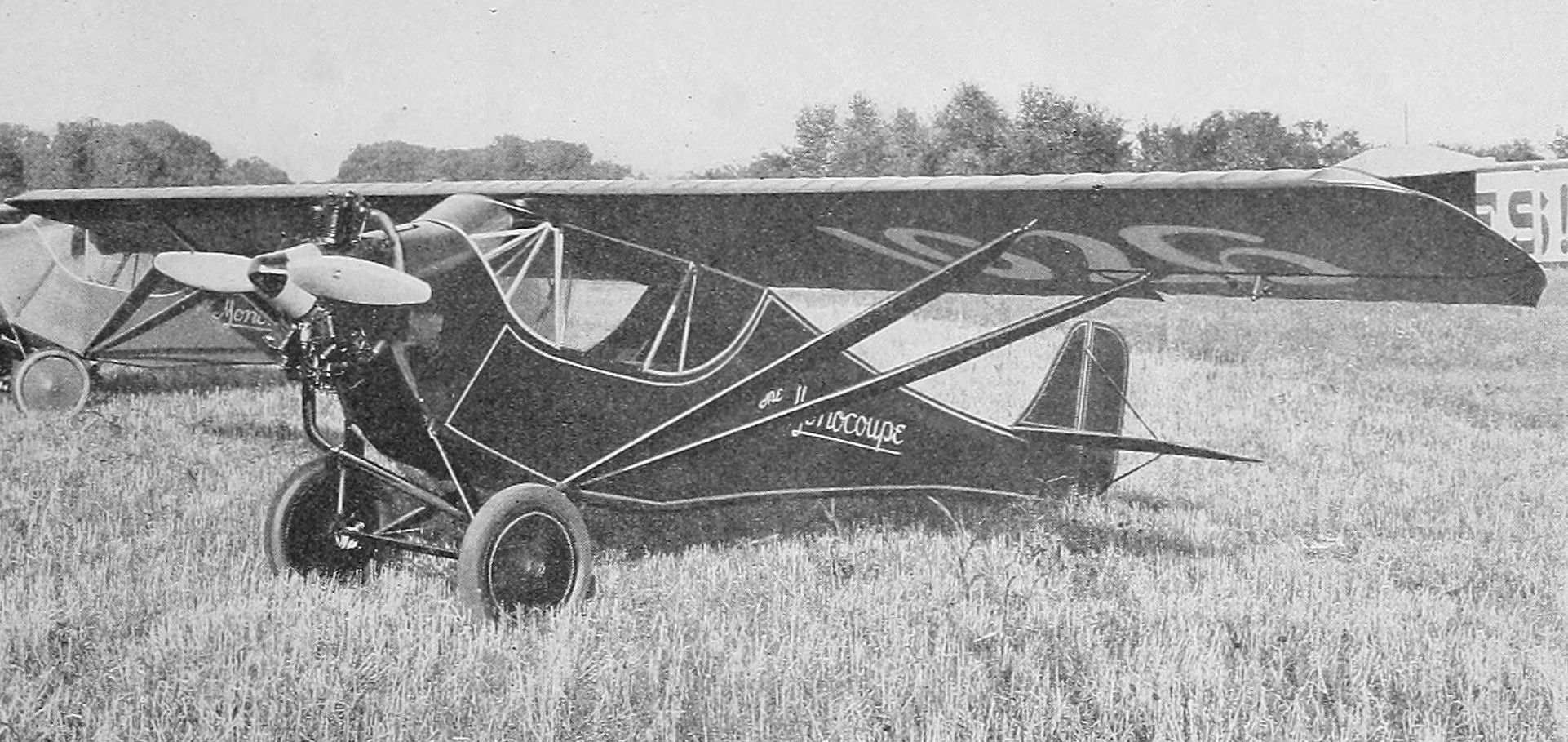
O monoplano Velie Monocoupe.

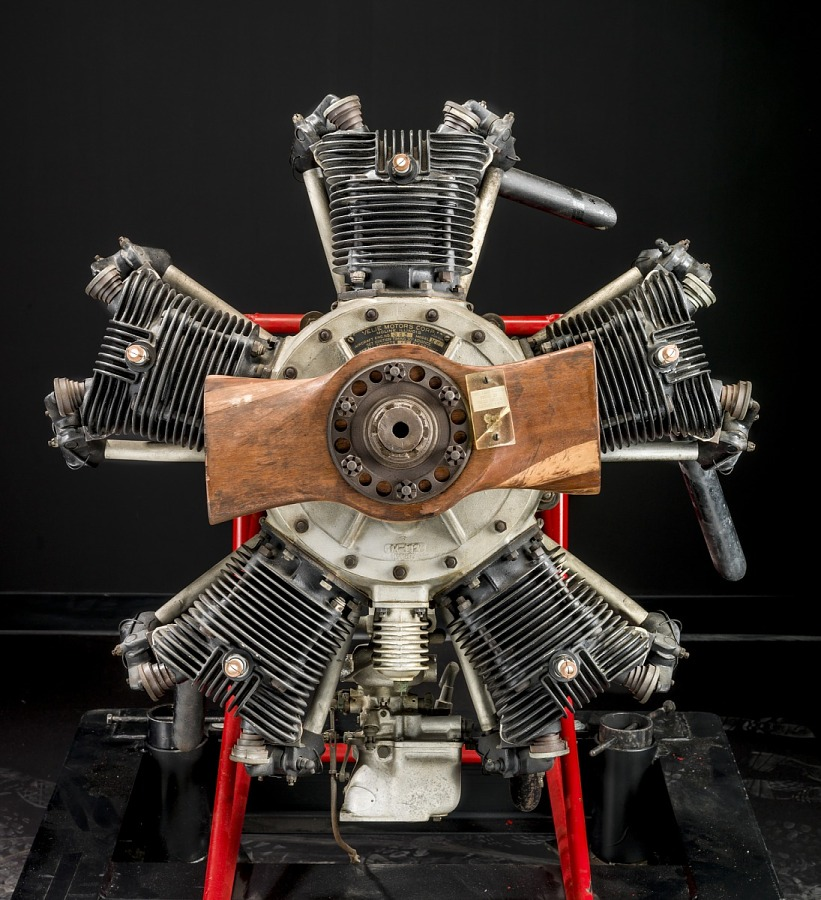
O motor aeronáutico Velie M-5.

Os anúncios de Velie se gabavam de que "produzem todas as partes importantes" e não eram simplesmente montadores, uma lição que Ford havia ensinado. No entanto, o primeiro carro de Velie foi montado com muitos componentes adquiridos de fornecedores externos. Em 1910, Velie tinha vendido mais de 1000 carros.
Começando em 1911, Velie introduziu uma linha de caminhões e começou a fazer um motor de quatro cilindros proprietário, embora algumas peças continuassem a vir de fornecedores.
O "Velie 40" de 1911 tinha um motor a gasolina de quatro cilindros e quatro tempos com cabeçote em L (de válvulas laterais) de 334 cu pol (5,47 L) 4,5 pol. X 5,25 pol. (114 mm x 133 mm), alimentado por magneto Splitdorf, produzindo 40 hp (30 kW), acoplado a uma transmissão de engrenagem deslizante Brown-Lipe com três marchas para frente e uma marcha à ré). Era um quatro lugares com uma distância entre eixos de 115 pol. (2.900 mm) e rodas raiadas de nogueira de 34 pol. X 4 pol. (860 mm x 100 mm), equipados, na escolha do cliente, com pneus Hartford ou Firestone. Seu preço era de US$ 1.800, comparados com US$ 1.500 para o Colt Runabout e US $ 1.600 para o Oakland 40, mas bem abaixo do modelo de preço mais baixo da American, de US $ 4.250 (o mais alto foi US $ 5250).
Em 1914, um Continental de seis cilindros juntou a partida elétrica e a ignição dupla da Bosch. A produção de Velie foi em média de 5.000 carros por ano, chegando a 9.000 em 1920. A partir de 1916, todos os Velies eram movidos por motores de seis cilindros; em 1926, um motor Lycoming de oito cilindros em linha também foi oferecido. Velie optou por focar a produção exclusivamente em seu modelo 58 OHV de seis cilindros em 1922. Em 1924, Velie começou a instalar ignições elétricas Westinghouse em seus carros. Somados a isso em 1925, foram os freios hidráulicos nas quatro rodas e os pneus balão, ambos ainda novos.

### Aeronaves e motores aeronáuticos
Em 1927, a empresa comprou uma empresa de aviação geral, mudando-a para Iowa com o nome de Mono Aircraft Inc. e começou a produzir aviões, Sob esta bandeira, a empresa produziu o Monocoupe 70, que provou ser "um sucesso instantâneo".
Além disso, eles forneceram motores para aeronaves. O motor aeronáutico "Velie M-5", produzido em 1928, produzia 65 hp (48 kW) a 1900 rpm deslocando 250 cu in (4,1 l) com diâmetro e curso de 4,125 pol × 3,75 pol (104,8 mm × 95,3 mm).
A produção e o desenvolvimento da linha de aeronaves sobreviveram ao falecimento de Velie por vários anos.

### Mortes de Willard e Willard Jr.
Willard Velie morreu em outubro de 1928, e seu filho, Willard Jr. foi incapaz de manter as empresas de automóveis e aviões de Velie à tona, então ele abandonou a linha de carros em janeiro de 1929. Em março de 1929, Willard Jr., também morreu, e a "Mono Aircraft Inc." foi vendida para Phil Ball, um empresário de St. Louis e um dos patrocinadores de Charles Lindbergh. Os monocupes foram produzidos por vários anos em St. Louis. A fábrica de automóveis foi adquirida pela Deere.